# Iseghem
Izegem [ˈizəɣɛm], en français Iseghem, est une ville néerlandophone de Belgique située en Région flamande dans la province de Flandre-Occidentale. Elle compte un peu moins de 30 000 habitants.

## Géographie administrative
Les sections d’Emelgem et Kachtem forment, avec celle d'Izegem, la commune d'Izegem. Emelgem a intégré la commune en 1965, Kachtem en 1977. La ville d'Izegem se situe sur la rive sud de la Mandel, Emelgem et Kachtem au nord. Sur les rives du canal est apparue une zone industrielle, qui fait des trois entités une zone urbanisée continue.

### Carte

Sections d’Izegem et voisines. Les zones en jaune sont les zones bâties.

### Sections de la commune
| # | Section       | Superf. (km²) | Habitants (2020) | Habitants par km² | Code INS |
| - | ------------- | ------------- | ---------------- | ----------------- | -------- |
| 1 | Iseghem (I)   | 15,71         | 19.376           | 1.234             | 36008A   |
| 2 | Emelgem (III) | 5,47          | 5.655            | 1.034             | 36005A5  |
| 3 | Kachtem (II)  | 4,46          | 3.280            | 735               | 36008B   |

### Communes limitrophes
- a. Ingelmunster (commune d'Ingelmunster)
- b. Lendelede (commune de Lendelede)
- c. Sint-Eloois-Winkel (commune de Ledegem)
- d. Rumbeke (commune de Roulers)
- e. Roulers (commune de Roulers)
- f. Ardooie (commune d'Ardooie)
- g. Meulebeke (commune de Meulebeke)

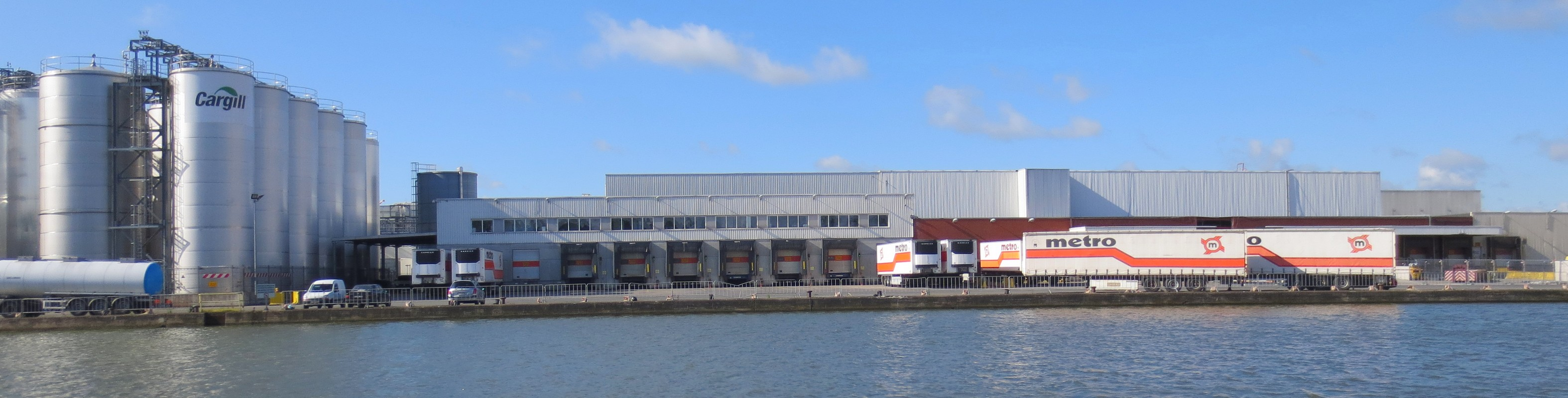
Izegem.

## Héraldique
|  | La ville possède des armoiries qui lui ont été octroyées le 20 octobre 1819 et à nouveau les 29 mai 1838 et 3 juillet 1978. Le 28 janvier 1980, les armoiries ont été à nouveau légèrement changées. Ce sont celles de Baudouin II, chevalier d’Izegem, de 1238. Ses armoiries portent une croix et 12 merles, placés comme une bordure. Les couleurs sont connues depuis le XIVe siècle. Bien que la succession d'Izegem ait été héritée et possédée par un certain nombre de familles, les armoiries sont restées les mêmes. En 1582, le domaine devint un comté et le sceau local montrait maintenant les armes avec une couronne de comte belge. En 1819, les armes ont été octroyées avec une couronne de ville normale et les merles ont été placés 2 et 1 à chaque quartier. Après l'indépendance de la Belgique, les armoiries ont été confirmées et à nouveau octroyées en 1978 après la fusion avec Kachtem. Ce n'est qu'en 1980 que les armoiries historiques ont été octroyées. Blasonnement : D'argent à une croix accompagnée de 12 merlettes, le tout de sable. L'écu sommé d'une couronne d'or à 15 perles dont 3 surélevées. Source du blasonnement : Heraldy of the World. |

## Démographie

### Évolution démographique: Avant la fusion des communes
- Sources : INS, Rem. : 1831 jusqu'en 1970 = recensements, 1976 = nombre d'habitants au 31 décembre[5].

### Évolution démographique: Commune fusionnée
En tenant compte des anciennes communes entraînées dans la fusion, on peut dresser l'évolution suivante:
- Source: DGS , de 1831 à 1981=recensements population; à partir de 1990 = nombre d'habitants chaque 1 janvier[6]

## Sport
- Football : KFC Izegem
- Handball : HBC Izegem et DHT Middelkerke-Izegem

## Personnalités
Quelques personnalités nées ou liées à Izegem :
- André Bourgeois, ancien ministre.
- Geert Bourgeois, ministre flamand.
- Johan Bruyneel, ancien cycliste professionnel, directeur sportif.
- Karel Declercq, cabaretier.
- Roger Decock, coureur cycliste.
- Veerle Dejaeghere, athlète.
- Guido Depraetere, présentateur et producteur de télévision.
- Niko Eeckhout, coureur cycliste.
- Hermann Göring, qui a établi ses quartiers à Izegem dans la maison de la famille Callebaut-Paret, au cours de la Première Guerre mondiale. Alors sous-lieutenant, il commandait la 27e escadrille qui combattait sur l'Yser.
- Les membres de 't Hof van Commerce (groupe de hip-hop), incluant le compositeur Flip Kowlier.
- Yves Lampaert, coureur cycliste.
- Nico Mattan, ancien cycliste belge.
- Jan Michiels, pianiste.
- Léopold Rosseel, coureur cycliste.
- Patrick Sercu, coureur cycliste.
- Bart Staes, membre du Parlement européen.
- Ulla Werbrouck, judoka.
- Ludo Vandromme, coureur cycliste, né à Kachtem

## Transports

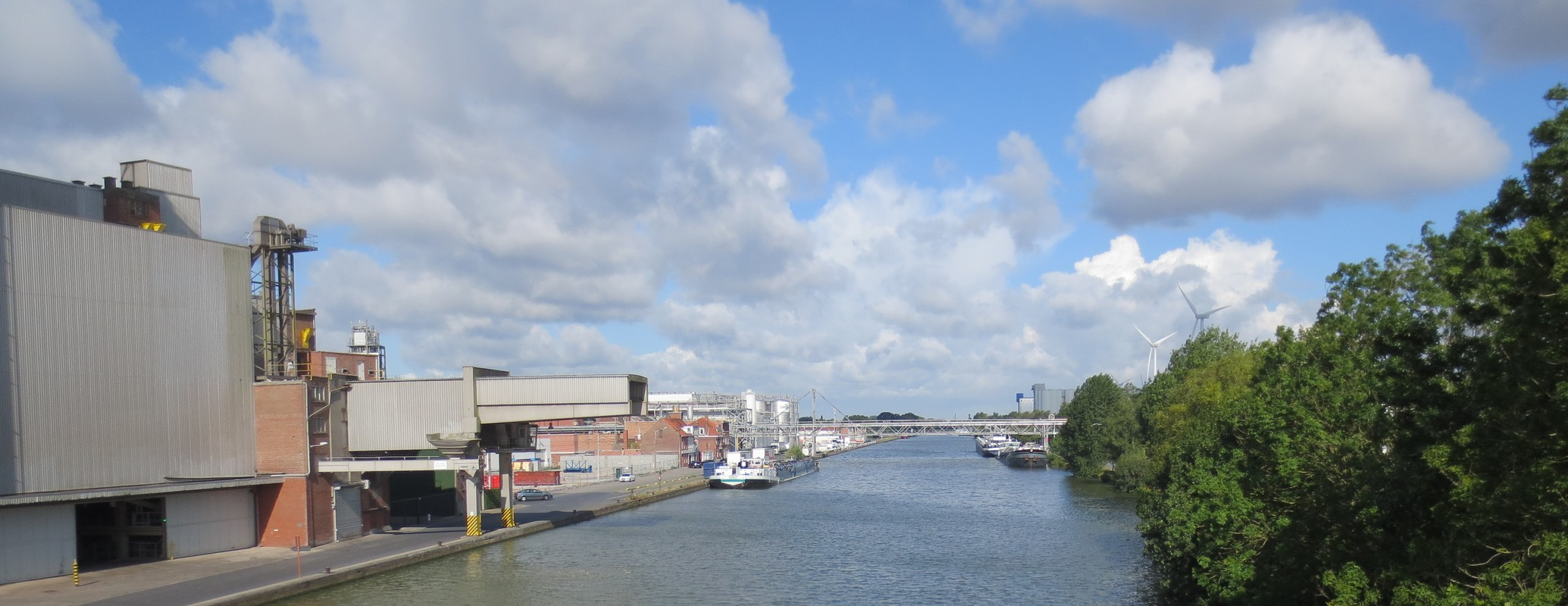
Izegem

- Gare d'Izegem

## Communes jumelées
- Zlín (Tchéquie)
- Bad Zwischenahn (Allemagne) depuis 1980
- Bailleul (France) depuis 1992
- Hotton (Belgique), commune wallonne